# Rakim

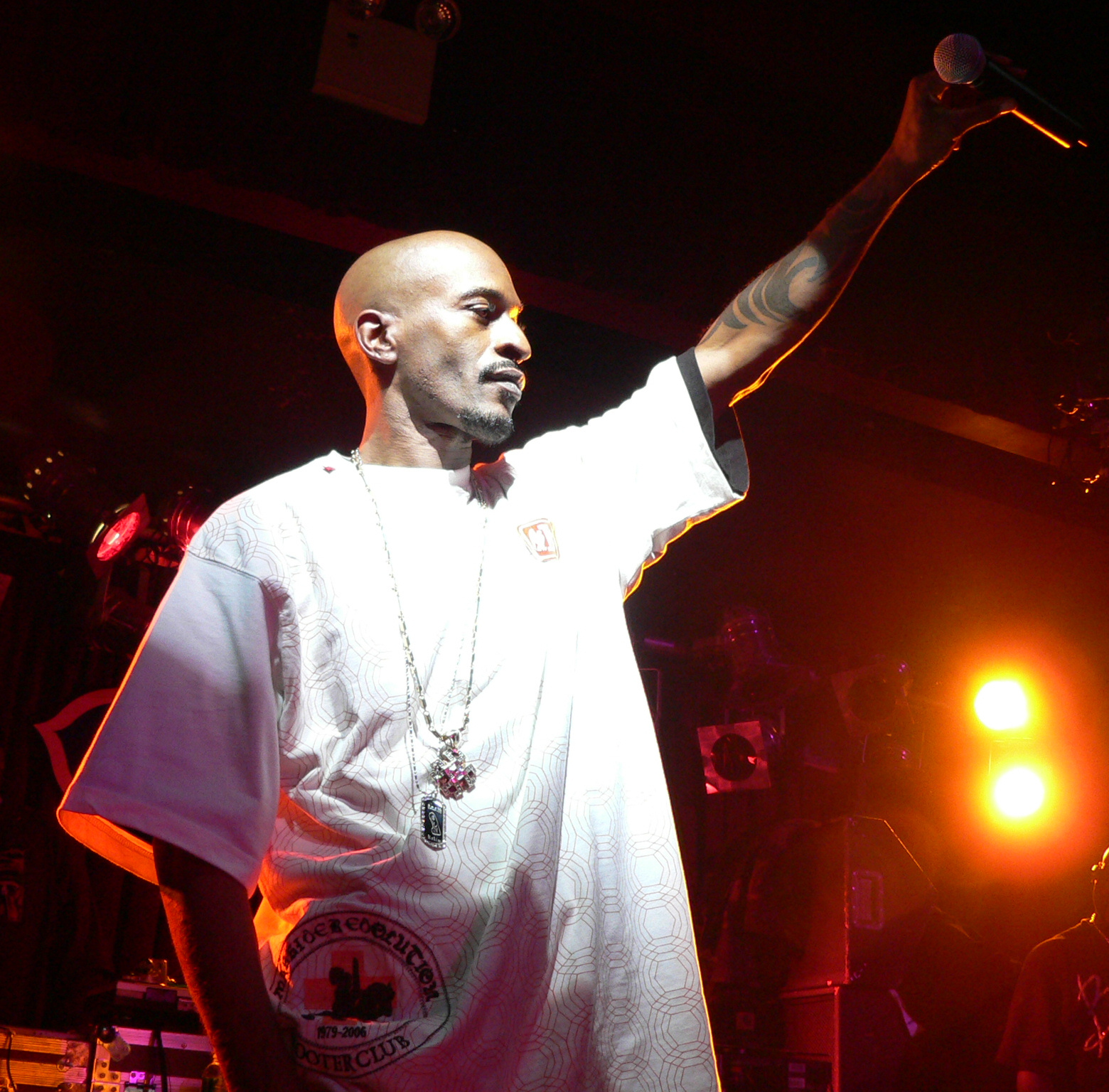
Rakim.

Rakim Allah, född William Michael Griffin 28 januari 1968 i Wyandanch, Long Island, New York, bäst känd som Rakim (uttalas rak'im), är en amerikansk rappare. Han är ansedd som pionjär i musikgenren hiphop, och är ena halvan i duon Eric B & Rakim. Bland artister som gjort hyllningslåtar till Rakim, kan bland annat Tupac Shakur, Nas, Raekwon, Eminem, och Killah Priest, nämnas.
Rakim blev involverad i östkusts-hiphopen vid 18 års ålder, där han under namnet Kid Wizard introducerades för Eric B. som tillsammans släppte debutsingeln Eric B. is president 1986. Detta var även samma år som Rakim anslöt sig till Nation of Islam varifrån han senare anslöt sig till The Nation of Gods and Earths (även känt som the 5 Percent Nation) där han tog sig namnet Rakim Allah.

## Eric B. och Rakim
Eric B. och Rakim började spela tillsammans 1985 och släppte sammanlagt fyra album innan deras duon upplöstes 1992. På denna korta tid så han duon etablera sig som ett av rapp-världen mest influensfulla grupper någonsin, och blev därför nominerade till Rock and Roll Hall of Fame 2011, dock så blev de ej intagna. Utöver detta så blev de placerade på 3:e plats i About.com:s listning 10 Greatest Hip-Hop Duos of All-Time.
Eric B. och Rakim släppte totalt 4 album tillsammans innan duon upplöstes 1992 till följd av stridigheter inom gruppen där duons dåvarande utgivare MCA Records var inblandade. Duon blev indragna i utdragna rättsliga processer angående realese-kontraktet för deras då nya skiva Don’t sweat the technique, viilket resulterade i att Eric B. och Rakim gick skilda vägar.

## Solokarriär

### 1997-1999
År 1997 släppte Rakim sitt första album efter uppbrottet med [Eric B.], och då i formen av albumet The 18th letter. Albumet släpptes i två olika versioner, med den skiljande faktorn att den ena versionen innehöll en extra CD kallad the Book of Life, innehållande Rakims största hits från samarbetet med Eric B. Albumet togs emot med god kritik, och sålde Guld på den amerikanska musik-marknaden.
Två år senare, 1999, släpptes Rakims andra album som solo-artist. Denna platta kallades the Master, och togs emot med mer spridda omdömen Även om en majoritet uppskattade skivan, så fick den kritik för att ej vara så nyskapande som många hade börjat förvänta sig att en ny Rakim-skiva skulle vara. The Master sålde ej lika bra som The 18th letter.

### 2000-2007
År 2000 anslöt sig Rakim till skivbolaget Aftermath entertainment ägt av rap-legenden Dr.Dre, där han arbetade tillsammans med stora namn så som Eminem, 50cent, Jay-Z (samarbete i låten the Watcher part 2 producerat av Dr.) och såklart Dr.Dre själv. Det var vid den här tiden även tal om ett nytt album kallat Oh, my god, som skulle produceras av Dr.Dre. Albumet blev dock uppskjutet vid ett flertal tillfällen på grund av förändringar i vilken riktning Rakim ville föra albumet i. 
Rakim lämnade 2003 Aftermath entertainment och det nya albumet lades på is. Rakim uppgav att anledningen till att han lämnade Aftermath entertainment var de skillnader som fanns mellan honom och Dr.Dre när det kom till visionen för musiken. Rakim skrev kort därefter på hos DreamWork Entertainment, men bolaget slog igen kort efter hans ankomst.

### 2007- Nu
Vid den här tiden så spelade Rakim inte in någon ny musik, utan var istället aktivt på turnéer samt spelade på olika klubbar. Han hade utannonserat att albumet the Seventh seal skulle släppas 2006, men skivan blev istället uppskjuten till 2009. Istället släppte han livealbumet The Archive; Live, Lost & Found 2008.
I november 2009 kom den efterlängtade comebacken för Rakim i och med att The Seventh Seal släpptes med Rakims egna Ra Records som utgivare. Skivan innehöll de två singlarna Holy are You och Walk these Streets, som släppts tidigare under året. Skivan hade 22 november 2009 enligt SoundScan sålt 12 000 exemplar. Den möttes av blandad kritik och har idag[när?] ett betyg på 59/100 på Metacritics (av musikkritiker).
Efter skivsläppet 2007 har Rakim firat 25 år sedan släppet av Paid in Full-albumet, och har därför utanonserat att en nyversion av det klassiska albumet är på väg, vilket även ska vara fallet för en planerad ny skiva från Rakim själv. År 2012 var skivan planerad att släppas under 2013, med utlovat släpp av en ny singel under 2012, vilket ej blev fallet. Rakim har sedan medverkat i nya låtar från bland annat DMX och Linkin Park.

## Diskografi

### Eric B. & Rakim
- Paid in Full  (1987)
- Follow the Leader (1988)
- Let the Rhythm Hit 'Em (1990)
- Don't Sweat the Technique (1992)

### Soloalbum
- The 18th Letter/The Book Of Life (1997)
- The Master (1999)
- The Archive: Live, Lost & Found (2008)
- The Seventh Seal (2009)